# Joker (film 2019)
 Joker – amerykański dramat psychologiczny z 2019 w reżyserii Todda Phillipsa, który napisał scenariusz wspólnie ze Scottem Silverem, na podstawie serii komiksów o postaci o tym samym imieniu wydawnictwa DC Comics. Tytułową rolę zagrał Joaquin Phoenix, a obok niego w rolach głównych wystąpili: Robert De Niro, Zazie Beetz i  Frances Conroy.
W 1981 roku główny bohater, Arthur Fleck jest nieudolnym komikiem, który zaczyna siać zbrodnię i chaos w Gotham City, stając się przerażającą legendą znaną jako Joker.
Film został oficjalnie zapowiedziany w lipcu 2018, zdjęcia do niego trwały od września do grudnia tego samego roku. Światowa premiera Jokera odbyła się 31 sierpnia 2019 podczas 76. Międzynarodowego Festiwalu Filmowego w Wenecji. W Polsce zadebiutował 4 października 2019. Kontynuacja filmu, Joker: Folie à deux ma zaplanowaną premierę na 4 października 2024 roku.

## Obsada
- Joaquin Phoenix jako Arthur Fleck / Joker, emocjonalnie zaburzony, nieudolny komik, który staje się groźnym przestępcą[4];
- Robert De Niro jako Murray Franklin, gospodarz programu talk-show, który przyczynia się do upadku Arthura[6];
- Zazie Beetz jako Sophie Dumond, samotna matka i obiekt uczuć Arthura[7];
- Bill Camp jako oficer policji Gotham City[8];
- Frances Conroy jako Penny Fleck, matka Arthura[9];
- Marc Maron jako Ted Marco[10];
- Brett Cullen jako Thomas Wayne, milioner i filantrop, który ubiega się o urząd burmistrza Gotham City[11];
- Glenn Fleshler jako komik[12];
- Douglas Hodge jako Alfred Pennyworth, lokaj Wayne’a[13];
- Shea Whigham jako oficer policji Gotham City[8];
- Josh Pais[14].

Ponadto filmie wystąpili: Dante Pereira-Olson jako Bruce Wayne, syn Thomasa; Brian Tyree Henry jako pielęgniarz oraz Bryan Callen jako striptizer.

## Produkcja

### Rozwój projektu

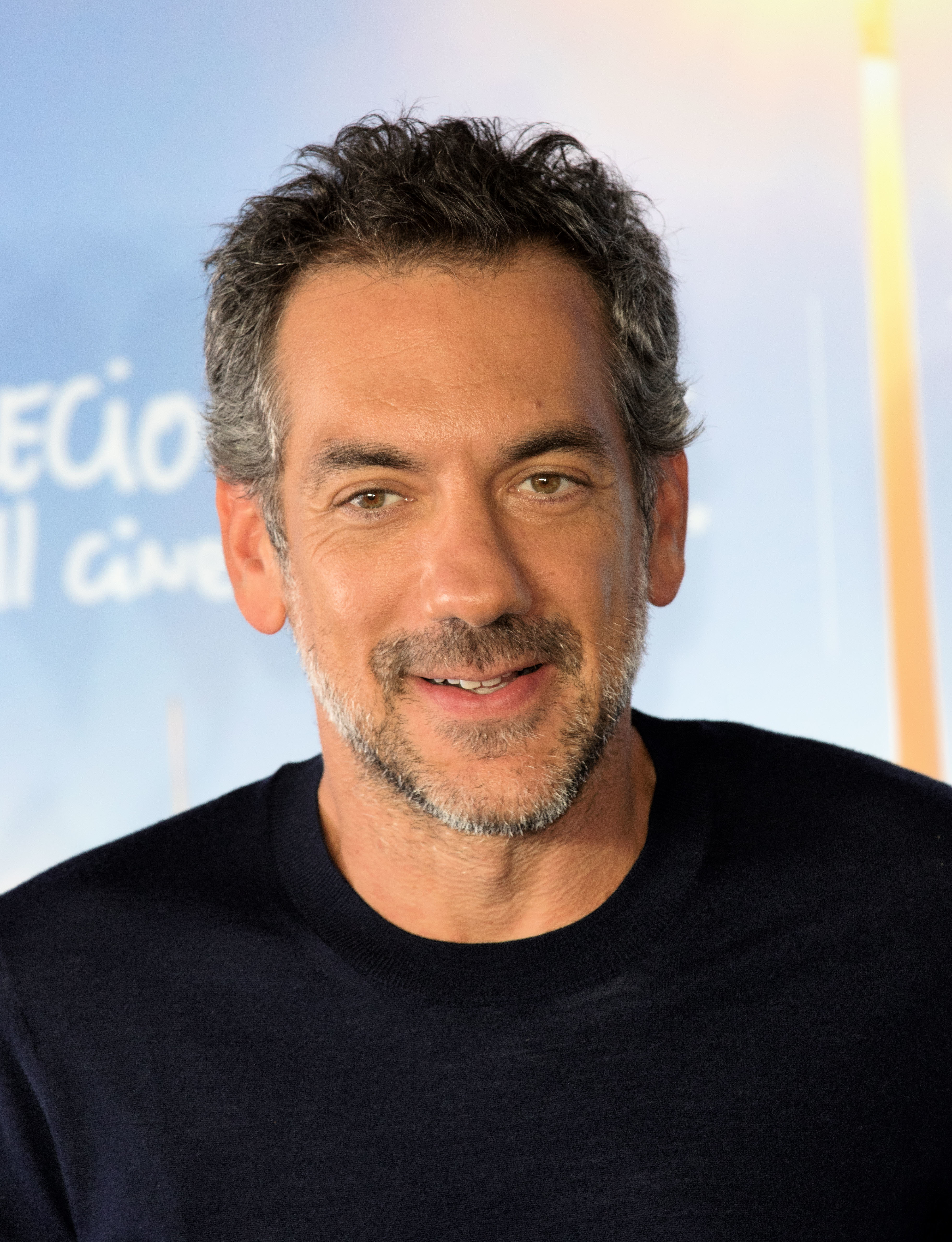
Todd Phillips, reżyser filmu

Joaquin Phoenix w latach 2014 – 2015 wyrażał zainteresowanie występem w niskobudżetowym filmie przedstawiającym „studium postaci” komiksowego złoczyńcy takiego, jak Joker. Nie wierzył, aby film miał dotyczyć postaci Jokera, ponieważ uznał, że została już ona pokazana w podobny sposób w innych filmach i zastanawiał się nad inną postacią. Agent Phoenixa zaproponował spotkanie z Warner Bros., jednak ten odmówił. Phoenix odmówił kontraktu na grę w Filmowym Uniwersum Marvela postaci Hulka, a później Doktora Strange’a, ponieważ byłby związany umową na kilka filmów.
W sierpniu 2017 roku Warner Bros. i DC Films poinformowały o planach na film o Jokerze, który miał nie być związany z DC Extended Universe. Na stanowisku reżysera został Todd Phillips, który również stał się jego współscenarzystą i współproducentem. Wspólnie z nim scenariusz ma stworzyć Scott Silver, a drugim producentem ma być Martin Scorsese. Tekst filmu inspirowany jest filmami Scorsese’a Taksówkarz (1976), Wściekły Byk (1981) i Król komedii (1983) oraz powieścią graficzną Alana Moore’a i Briana Bollanda Batman: Zabójczy żart (1988). Zapowiedź filmu spotkała się z mieszanymi reakcjami oraz zaskoczyło Jareda Leto, który wcielił się w postać w DCEU.
Na początku 2018 roku, po rozczarowujących wynikach finansowych i recenzjach Ligi Sprawiedliwości Walter Hamada zastąpił Jona Berga na stanowisku szefa produkcji filmowej opartych na komiksach DC. Hamada zrezygnował z części planów studia. Jednak film o Jokerze miał rozpocząć prace na planie pod koniec 2018 roku z budżetem około 55 milionów dolarów, co stanowiło niewielką część standardowego budżetu przeznaczanego na film na podstawie komiksów. W lipcu 2018 roku studio oficjalnie dało zielone światło do produkcji filmu i wyznaczyło datę amerykańskiej premiery na 4 października 2019 roku. Do grona producentów dołączyła Emma Tillinger Koskoff z ramienia firmy produkcyjnej Scorsese’a, Sikelia Productions. Scorsese z powodów innych zobowiązań zrezygnował ze stanowiska producenta i został producentem wykonawczym. Poinformowano, że film nie będzie miał wpływu na planowany również filmem z Leto w DCEU, a ten Joker będzie pierwszym filmem niezwiązanym z franczyzą. Studio również poinformowało, że planuje wyższą kategorię wiekową dla filmu. We wrześniu 2018 roku Bradley Cooper dołączył do grona producentów filmu.

### Casting

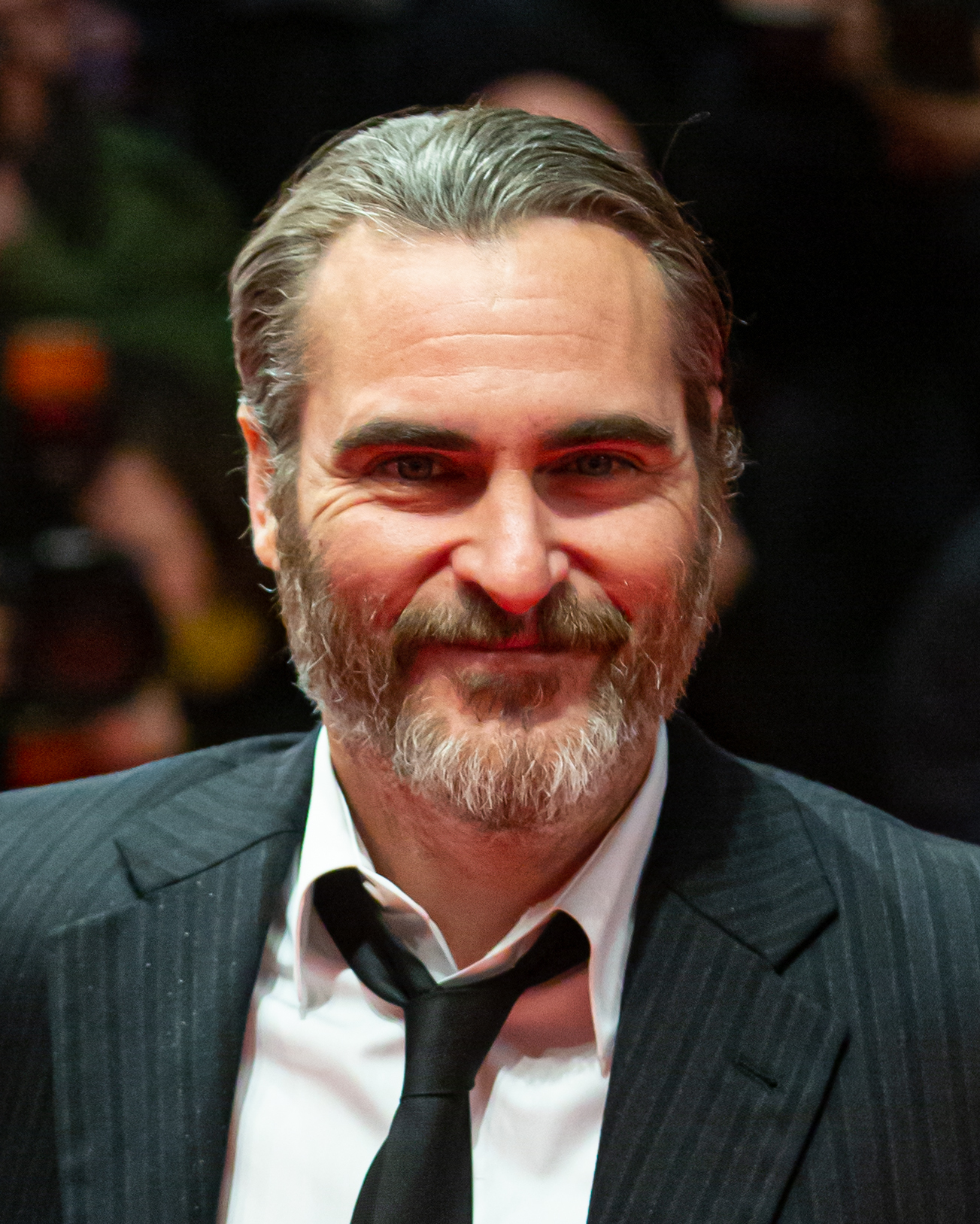
Joaquin Phoenix
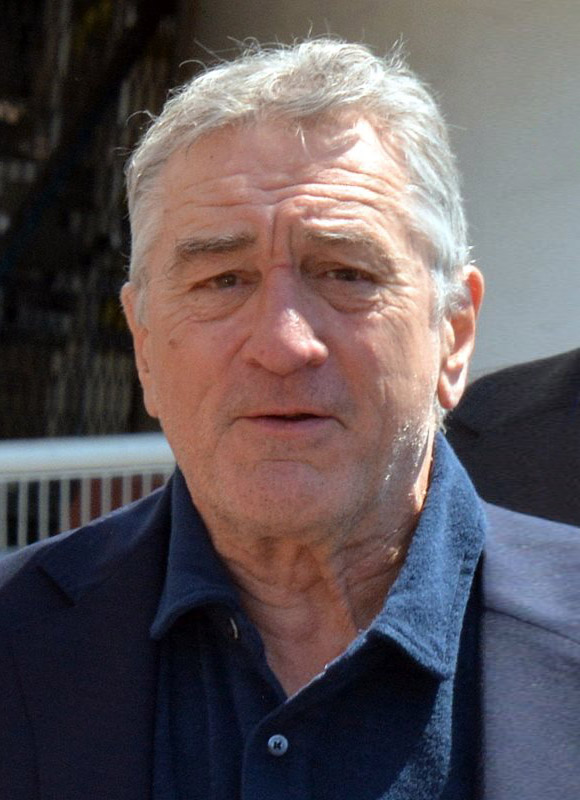
Robert De Niro
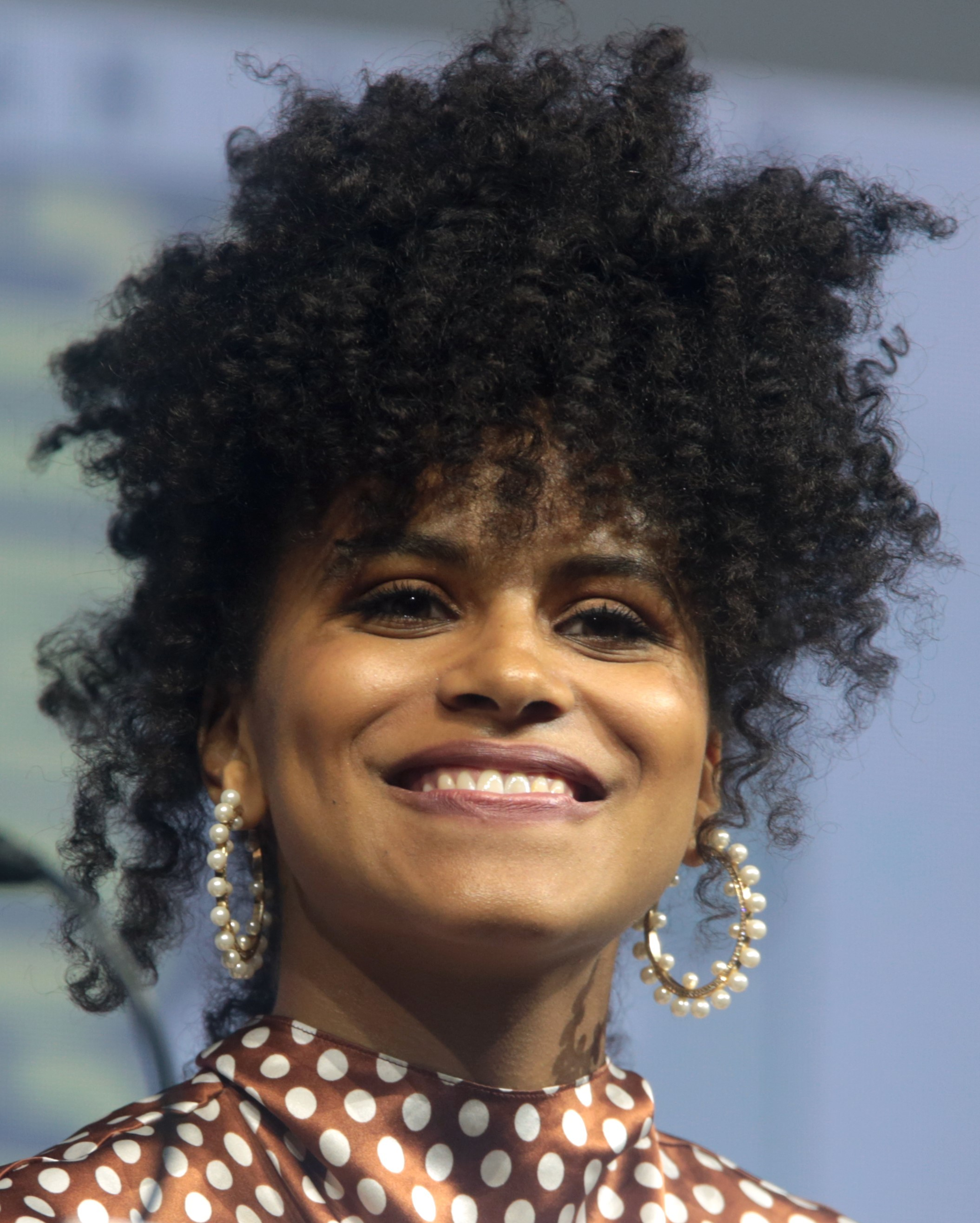
Zazie Beetz

Do września 2017 roku Warner Bros. rozważało obsadzenie w tytułowej roli Leonardo DiCaprio, licząc iż wcześniejsza współpraca z Martinem Scorsese’em przyciągnie go do projektu, jednak w lutym 2018 roku ujawniono, że Joaquin Phoenix jest najlepszym wyborem dokonanym przez Todda Phillipsa. Padraig Cotter ze Screen Rant zwrócił uwagę, że skoro film jest samodzielną historią, to Phoenix nie musiałby występować w sequelach, w przeciwieństwie do wcześniejszych ofert Marvel Studios. W lipcu 2018 roku Phoenix podpisał umowę ze studiem. W tym samym miesiącu Zazie Beetz dołączyła do obsady. Frances McDormand odrzuciła propozycję zagrania matki Jokera, więc studio rozpoczęło rozmowy z Frances Conroy odnośnie do tej roli. Pod koniec miesiąca obsadzeni zostali Marc Maron i Bryan Callen. W następnym miesiącu Robert De Niro rozpoczął negocjacje ze studiem. W sierpniu Alec Baldwin został obsadzony w roli Thomasa Wayne’a, jednak zrezygnował po dwóch dniach z powodu konfliktu z pracami nad innym filmem.
We wrześniu do obsady dołączyli De Niro, Shea Whigham, Glenn Fleshler, Bill Camp, Josh Pais i Douglas Hodge, natomiast Brett Cullen został obsadzony w miejsce Baldwina. W październiku poinformowano, że Dante Pereira-Olson zagra młodego Bruce’a Wayne’a, a Douglas Hodge jako Alfred Pennyworth. W kwietniu 2019 roku ujawniono, że Brian Tyree Henry zagrał jedną z ról w filmie.

### Zdjęcia i postprodukcja

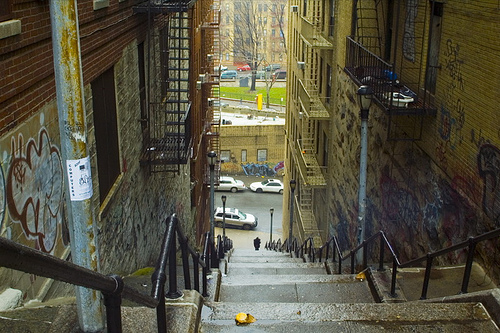
Schody na 167th Street, znane również jako „Schody Jokera”

Zdjęcia do filmu rozpoczęły się 10 września 2018 roku w Nowym Jorku pod roboczym tytułem Romeo. Za zdjęcia odpowiadał Lawrence Sher, który już wcześniej współpracował z reżyserem. Pod koniec miesiąca zdjęcia przeniosły się do New Jersey. Produkcję na planie zakończono 3 grudnia tego samego roku. Scenografem filmu był Mark Friedberg, a za kostiumy odpowiadał Mark Bridges.
Za montaż odpowiadał Jeff Groth, a za efekty specjalne – Matthew Giampa, Bryan Godwin i Erwin Rivera oraz studia produkcyjne: Scanline VFX i Shade VFX.

## Muzyka
W sierpniu 2018 Hildur Guðnadóttir została zatrudniona do skomponowania muzyki do filmu.

## Wydanie
Światowa premiera Jokera odbyła się 31 sierpnia 2019 podczas 76. Międzynarodowego Festiwalu Filmowego w Wenecji. 9 września został zaprezentowany podczas Międzynarodowego Festiwalu Filmowego w Toronto. Premiera kinowa w Stanach Zjednoczonych i w Polsce odbyła się 4 października 2019 roku.

## Odbiór

### Box office
Budżet filmu jest szacowany na 55 milionów dolarów. W Stanach Zjednoczonych i Kanadzie film zarobił ponad 335 mln USD. W innych krajach przychody wyniosły około 737 mln, a łączny przychód z biletów ponad 1,07 miliarda dolarów.

### Krytyka w mediach
Reakcja krytyków na film była mocno spolaryzowana. Chwalono grę aktorską Phoeniksa, lecz pozostałe role, a także nastrój i wydźwięk filmu, stały się przedmiotem krytyki w części recenzji. W serwisie Rotten Tomatoes 68% z 577 recenzji jest pozytywne, a średnia ocen wyniosła 7,30/10. Na portalu Metacritic średnia ocen z 60 recenzji wyniosła 59 punktów na 100.

### Nagrody
Joker zdobył liczne nagrody, m.in. Złotego Lwa, podczas 76. Międzynarodowego Festiwalu Filmowego w Wenecji, dwa Złote Globy, trzy nagrody BAFTA oraz dwa Oscary: za najlepszą muzykę filmową i rolę Phoeniksa.